# Marc H. Sasseville

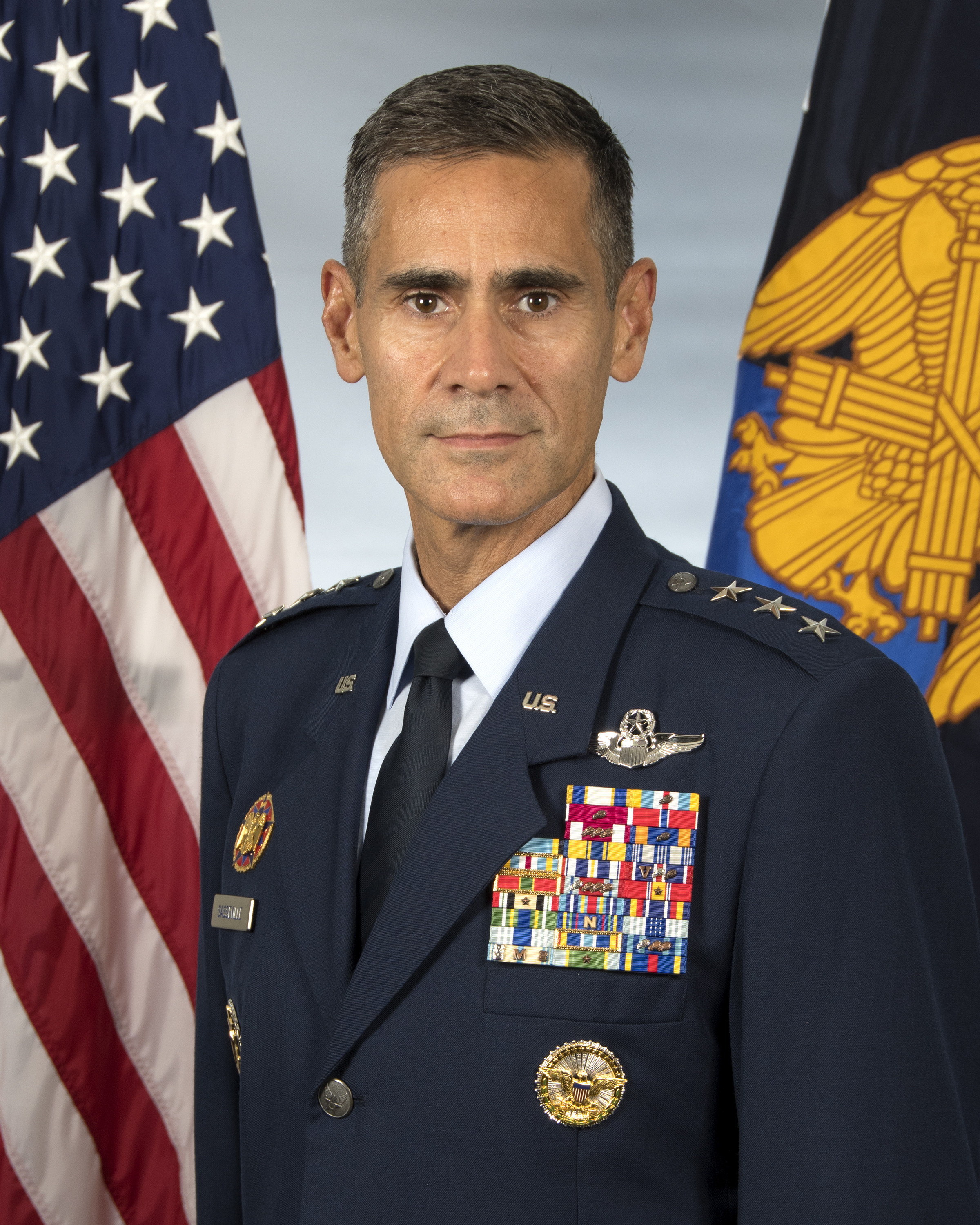
Marc H. Sasseville (2020)

Marc Henry Sasseville (* 23. März 1963 auf der Wright-Patterson Air Force Base in Ohio) ist ein pensionierter Generalleutnant der United States Air Force. Er war unter anderem Kommandeur der 1. Luftflotte (First Air Force).
Im Jahr 1985 absolvierte er die United States Air Force Academy in Colorado Springs. Nach seiner Graduation wurde er als Leutnant in das Offizierskorps der Air Force aufgenommen. In der Folge durchlief er alle Offiziersgrade vom Leutnant bis zum Drei-Sterne-General.
Im Lauf seiner militärischen Karriere absolvierte er verschiedene Kurse und Schulungen. Dazu gehörten unter anderem eine Ausbildung zum Kampfpiloten und weitere Fortbildungskurse als Pilot neuer Flugzeugtypen; der Fighter Weapons Instructor Course auf der Nellis Air Force Base in Nevada; die Squadron Officer School auf der Maxwell Air Force Base in Alabama; die Embry-Riddle Aeronautical University; das Air Command and Staff College über einen Fernkurs und das Air War College.
Es folgten weitere Fortbildungsmaßnahmen wie das Armed Forces Staff College in Norfolk in Virginia; der Reserve Component National Security Course an der National Defense University in Fort Lesley J. McNair in Washington, D.C.; der Joint Task Force Commanders Course auf der Peterson Air Force Base in Colorado und der Capstone General and Flag Officer Course an der National Defense University. Im Jahr 2015 besuchte er das Senior Executive Seminar beim Europäischen George C. Marshall Zentrum für Sicherheitsstudien in Garmisch-Partenkirchen. Im Jahr 2017 absolvierte Sasseville den Combined Force Air Component Commanders Course und 2018 den Joint Flag Warfighting Officer Course, beide auf der Maxwell AFB. Später folgten der Pinnacle Course und der Leadership at the Peak Course. Außerdem erhielt er akademische Grade von der Syracuse University und der Harvard University.
In seinen frühen Jahren als Offizier der Luftwaffe war er an verschiedenen Stützpunkten stationiert. Dabei war er als Pilot, Flugausbilder oder Stabsoffizier bei unterschiedlichen Einheiten tätig. Dazwischen absolvierte er die erwähnten Schulungen. Zwischen April 1987 und April 1989 war er in Spanien auf der Torrejon Air Base als Pilot der 613. Kampfstaffel (613th Tactical Fighter Squadron) stationiert. Eine weitere Auslandsversetzung führte ihn zwischen Oktober 1992 und Juli 1995 auf die Misawa Air Base in Japan. Nach einer zwischenzeitlichen Versetzung zur Nellis AFB in Nevada wurde er im September 1997 auf die Kunsan Air Base in Südkorea versetzt. Bis zum Mai 1998 war er dort als Assistant Operations Officer bei der 80. Staffel (80th Fighter Squadron) tätig. Anschließend kehrt er zur Nellis AFB zurück, wo er bis zum Mai 1999 Flugausbilder war.
Von Mai 1999 bis Juli 2010 war Marc Sasseville in unterschiedlichen Funktionen für die Luftstreitkräfte der Nationalgarde des Districts of Columbia (District of Columbia Air National Guard) tätig, die auf der Andrews Air Force Base in Maryland stationiert ist. Bis zum März 2001 war er unter anderem Ausbildungspilot bei der 113th Operations Group. Dann wurde er zur 121. Kampfstaffel (121st Fighter Squadron) versetzt. Zwischen März 2001 und Juni 2002 war er dort Stabsoffizier (Director of Operations) und Pilot. Bei den Terroranschlägen am 11. September 2001 war er einer von vier Piloten, die den Auftrag hatten, den entführten United-Airlines-Flug 93 aufzuspüren und gegebenenfalls abzuschießen.
Zwischen Juni 2002 und März 2005 kommandierte Sasseville die 121. Kampfstaffel und danach bis zum März 2008 die 113th Operations Group, die alle zur Nationalgarde des Districts of Columbia gehörten. Im Jahr 2003 war er für kurze Zeit im Irakkrieg eingesetzt. Bis zum Juli 2010 war er dann stellvertretender Kommandeur des ebenfalls zu dieser Nationalgarde gehörenden 113. Geschwaders (113th Wing). Danach gehörte er zwischen Juli 2010 und Juli 2012 dem erweiterten Stab des Verteidigungsministeriums an, wo er in der Reserveabteilung tätig war. Anschließend kehrte er erneut zu den Luftstreitkräften in der Nationalgarde des Bundesdistrikts zurück, wo er zwischen Juni 2012 und März 2014 das 113. Geschwader kommandierte, dessen Vizekommandeur er wenige Jahre zuvor gewesen war.
Anschließend war er bis zum Juni 2016 amerikanischer Militärattaché in der Türkei. Es folgte eine Versetzung zum Hauptquartier der Air Force. Dort war er bis zum Januar 2017 in der Stabsabteilung für Operationen für Angelegenheiten der Luftstreitkräfte der einzelnen Nationalgarden zuständig. Zwischen Januar 2017 und Juni 2019 war er stellvertretender Leiter der Air National Guard.
Am 20. Juni 2019 übernahm er auf der Tyndall Air Force Base in Florida als Nachfolger von R. Scott Williams das Kommando über die 1. Luftflotte, die hauptsächlich aus Geschwadern verschiedener Nationalgarden besteht. Gleichzeitig kommandierte er das dortige regionale Kontrollzentrum des North American Aerospace Defense Commands (NORAD). Diese Aufgaben bekleidete er bis zum 29. Juli 2020 als Kirk S. Pierce seine Nachfolge antrat. Danach war er bis zu seiner Pensionierung im Mai 2024 stellvertretender Leiter des National Guard Bureaus.
Während seiner aktiven Zeit als Militärpilot absolvierte er über 3300 Flugstunden auf verschiedenen Flugzeugtypen.
Nach seiner Pensionierung wurde er Vorstandsmitglied bei der Roosevelt Group.

## Daten der Beförderungen
| Abzeichen | Rang               | Jahr            |
| --------- | ------------------ | --------------- |
|           | Second Lieutenant  | 29. Mai 1985    |
|           | First Lieutenant   | 29. Mai 1987    |
|           | Captain            | 29. Mai 1989    |
|           | Major              | 1. Januar 1997  |
|           | Lieutenant Colonel | 18. Januar 2001 |
|           | Colonel            | 21. April 2005  |
|           | Brigadier General  | 3. August 2012  |
|           | Major General      | 22. Juni 2016   |
|           | Lieutenant General | 18. Juni 2019   |

## Orden und Auszeichnungen
Marc Sasseville erhielt im Lauf seiner militärischen Laufbahn unter anderem folgende Auszeichnungen:
- Defense Distinguished Service Medal
- Air Force Distinguished Service Medal
- Defense Superior Service Medal
- Legion of Merit
- Bronze Star Medal
- Meritorious Service Medal
- Air Medal
- Aerial Achievement Medal
- Air Force Commendation Medal
- Air Force Achievement Medal
- Joint Meritorious Unit Award
- Air Force Outstanding Unit Award
- Global War on Terrorism Expeditionary Medal
- Global War on Terrorism Service Medal
- Iraq Campaign Medal
- Korea Defense Service Medal
- Nuclear Deterrence Operations Service Medal
- Air Force Longevity Service Award